# Ледена епоха: Мамутска Коледа
„Ледена епоха: Мамутска Коледа“ (на английски: Ice Age: A Mammoth Christmas) е специален компютърен-анимационен филм, излъчван от Fox Broadcasting Company през 24 ноември 2011 г.

## Синхронен дублаж

### Екип
| Обработка              | Александра Аудио    |
| ---------------------- | ------------------- |
| Преводач               | Христо Дерменджиев  |
| Тонрежисьор на записа  | Пламен Пенев        |
| Изпълнителен продуцент | Васил Новаков       |
| Режисьор               | Симона Нанова       |
| Музикален режисьор     | Десислава Софранова |
| Текст на песните       | Цветомриа Цонева    |

### Озвучаващи артисти
| Роля      | Изпълнител     | Български дублаж |
| --------- | -------------- | ---------------- |
| Сид       | Джон Легуизамо | Христо Мутафчиев |
| Мани      | Рей Романо     | Георги Тодоров   |
| Диего     | Денис Лиъри    | Николай Урумов   |
| Прасковка | Киара Браво    | Малена Шишкова   |
| Ели       | Куийн Латифа   | Койна Русева     |
| Краш      | Шон Уилям Скот | Деян Ангелов     |
| Еди       | Джош Пек       | Дарин Ангелов    |

### Допълнителни дубльори
| Анатолий Божинов |
| Анислав Лазаров  |
| Иван Велчев      |
| Иван Петрушинов  |
| Петър Калчев     |
| Симона Нанова    |